# ریکن یاماموتو
ریکن یاماموتو (Riken Yamamoto (山本理顕); ۱۵ آوریل ۱۹۴۵ – ) معمار اهل ژاپن است.
ریکن یاماموتو در زمان اشغال چین از سوی ژاپن در شهر پکن چین متولد شده‌است. پدرش مهندس بود و مدت کوتاهی پس از پایان جنگ جهانی دوم به یوکوهاما نقل مکان کرد. زمانی که چهار سال داشت پدرش درگذشت و مادرش به یوکوهوما نقل مکان کرد و در آنجا یک داروخانه تأسیس کرد.
او در سال ۱۹۶۷ مدرک کارشناسی‌اش را از دانشگاه نیهون دریافت کرد و در سال ۱۹۷۱ تحصیلات خود در دوره کارشناسی ارشد در دانشگاه هنر توکیو به اتمام رساند و بعدها تحصیلاتش را تحت نظر هیروشی هارا در دانشگاه توکیو ادامه داد. یاماموتو در سال ۱۹۷۳ دفتر معماری خود را تأسیس کرد.
اولین پروژه او، ویلای یاماکاوا در ناگانو در سال ۱۹۷۷ به اتمام رسید که ویلایی در محیط جنگل بود.
او در سال ۲۰۲۴ میلادی برندهٔ جایزه معماری پریتزکر شد. در بیانیه مطبوعاتی پریتزکر، رئیس هیئت داوران و برنده سابق، الخاندرو آراونا، از آثار او به عنوان «معماری اطمینان‌بخش که اصالت را به زندگی روزمره می‌آورد» یاد کرد و گفت که در طراحی‌های او «تعادل، بسیار خوب بیان می‌شود و آرامش به شکوه می‌انجامد.»